# Кулик, Василий Сергеевич
Васи́лий Серге́евич Кули́к (17 января 1956, Иркутск, Иркутская область, РСФСР, СССР — 26 июня 1989, там же) — советский серийный убийца, насильник, педофил и геронтофил. Работал врачом скорой помощи. Совершил 13 убийств и порядка 30 изнасилований. Расстрелян по приговору суда.

## Биография
Василий Кулик родился 17 января 1956 года в интеллигентной семье. Его отец Сергей Кулик был профессором-энтомологом, преподавал на биологическом факультете ИГУ, также был писателем. Его самая известная повесть называлась «Приключения капитана Кузнецова» и была опубликована в 1960 году. Его мать страдала шизофренией. Он был младшим из троих детей. В детстве много болел, при рождении был очень уродлив и едва выжил. Первые полгода младенца не купали, так как от воды у него чернела кожа. В дошкольном возрасте испытывал ночное недержание мочи и был лунатиком, с юных лет лечился по поводу бронхита и ревматизма. С года до трёх лет мать била его за то, что бодрствовал по ночам и не давал ей спать; в таких случаях отец, защищая его, выходил с ним и носил на руках по улицам. Кроме того, в первые годы жизни мать редко подходила к нему. После этого в семье были нормальные отношения, хотя Василий иногда проявлял агрессию. Рос тихим, замкнутым и обидчивым. Подвергался насмешкам со стороны сверстников, предпочитая дружить с девочками и неполноценными детьми. Любил наблюдать за работой насекомых. В шесть лет вместе с приятелем мучал и вешал кошек. Был склонен к хвастовству, рассказывал о себе невероятные вещи. 
В школе занимался лёгкой атлетикой и спортом. Стал чемпионом города по боксу. В 1974—1976 годах проходил службу в Советской армии. С 1976 по 1982 год учился на лечебном факультете Иркутского медицинского института, вëл врачебный кружок в детском клубе. В 1980 году был жестоко избит и ограблен иркутскими подростками. В больнице поставили диагноз «травматическая энцефалопатия, церебральный арахноидит, астеническое состояние». По его собственным словам, это событие и породило его страсть к детям:
Последние лет 5—6 (после травмы головы) меня регулярно посещают мысли сексуального характера, где я совершаю половые акты с детьми. Вначале я думал только о девочках, потом и о мальчиках, а также о старушках.
В том же 1980 году Кулик попытался соблазнить ученицу 4 класса. Кулик дарил ей подарки, писал письма. В 1981 году Кулик женился. Его женой стала девушка-юрист. В 1982 году у них появились дети. Работал Кулик врачом на станции скорой медицинской помощи, что позволяло ему, пользуясь доверием пациенток, беспрепятственно проникать в квартиры некоторых своих жертв.
Первое преступление Кулик совершил ещё в 1982 году. Начинал он как насильник-педофил. Родители его жертв, опасаясь позора, зачастую даже не заявляли в милицию. В 1984 году Кулик совершил первое убийство. Жертвой стала 9-летняя девочка. Её тело обнаружили через несколько дней в подвале одного из домов в центре Иркутска. Изнасиловав девочку, Кулик задушил её. Кулик с удивительным умением втирался в доверие к детям; в частности, одного мальчика он увёл с собой, пообещав дать покататься с горки на портфеле-дипломате. Он был весьма осторожен, при малейшей опасности скрывался с места преступления. Помимо детей, Кулик также убивал и пожилых женщин. Всего же за 2 года Кулик убил 13 человек: 6 детей (в том числе одну девочку в Кировограде, где Кулик был во время отпуска летом 1985 года) и 7 пенсионерок. В Иркутске началась паника. По городу были расклеены фотороботы. В расследовании дела принимал участие Юрий Чайка, будущий генеральный прокурор России.
Во время очередного нападения, 17 января 1986 года, его избили и доставили в милицию случайные прохожие. Кулик вскоре во всём признался, однако на суде отказался от всех показаний, заявив, что его заставила во всём признаться банда некоего «Чибиса», которая и совершила все убийства. Дело было отправлено на доследование. Когда следователем по делу Кулика стал Николай Китаев, следствие подошло к подбору доказательств вины маньяка гораздо более тщательно. 11 августа 1988 года суд приговорил Василия Кулика к высшей мере наказания — смертной казни.
Незадолго до приведения приговора в исполнение у Кулика взяли интервью. Вот отрывок из него:
Кулик: Приговор уже есть, суд прошёл, так что... оставаться только человеком, больше никаких дум нет.

Интервьюер: Смерти боишься?

Кулик: Что-то я над этим не думал.
Также Кулик писал стихи о любви к женщинам и детям.
26 июня 1989 года в СИЗО Иркутска приговор был приведён в исполнение.

## В массовой культуре
- Документальный фильм «Душегуб» из цикла «Следствие вели» (2008)
- Документальный фильм «Серийный маньяк» из цикла «Первая кровь» (2009)
- Сериал «Метод», 9-я серия — прототип маньяка Василия Грача (2015)
- Кулик Василий Сергеевич | Иркутский монстр | Врач-убийца | Колыбель ужаса feat. Записки Ричарда (2021)[1]
- Дела №14 / ВРАЧ УБИЙЦА / Саша Сулим, Ольга Малащенко, Евгения Смоленская (2023)[2]